# Chapelle de la Miséricorde de Tende
La chapelle de la Miséricorde, ancienne chapelle des Pénitents noirs, est une chapelle catholique située à Tende, en France.

## Localisation
La chapelle est située dans le département français des Alpes-Maritimes, à Tende, située rue Cotta, à côté de la collégiale Notre-Dame-de-l'Assomption.

## Historique
La chapelle de la confrérie des Pénitents noirs a été consacrée en 1675. Elle est dédiée à la « Vierge de miséricorde » et à la « Décollation de saint Jean-Baptiste ». 
La chapelle possède une décoration baroque et un clocher à bulbe à tuiles vernissées dominant l'édifice.
En 1758, la confrérie des Pénitents rouges qui avait été fondée en 1596 a été amenée à fusionner avec la confrérie des Pénitents noirs à cause du petit nombre de membres. Cette fusion a amené la nouvelle confrérie à célébrer la Sainte Trinité à laquelle la confrérie des Pénitents rouges dédiait leurs travaux.
À l’intérieur se trouve un orgue de 1873 du facteur d'orgue piémontais Frederico Valoncini (1832-1891) qui a été offert en 1902 par le chanoine Antonio Guidi qui était curé de Nice en 1886.
La chapelle possède un gisant à bras articulés.
L'édifice est classé au titre des monuments historiques le 24 mars 1950.